# پری‌شاهرخ سرسیاه
پری‌شاهرخ سرسیاه (نام علمی: Oriolus larvatus) نام یک گونه از سرده پری‌شاهرخ است.